# Драматический театр Юозаса Мильтиниса

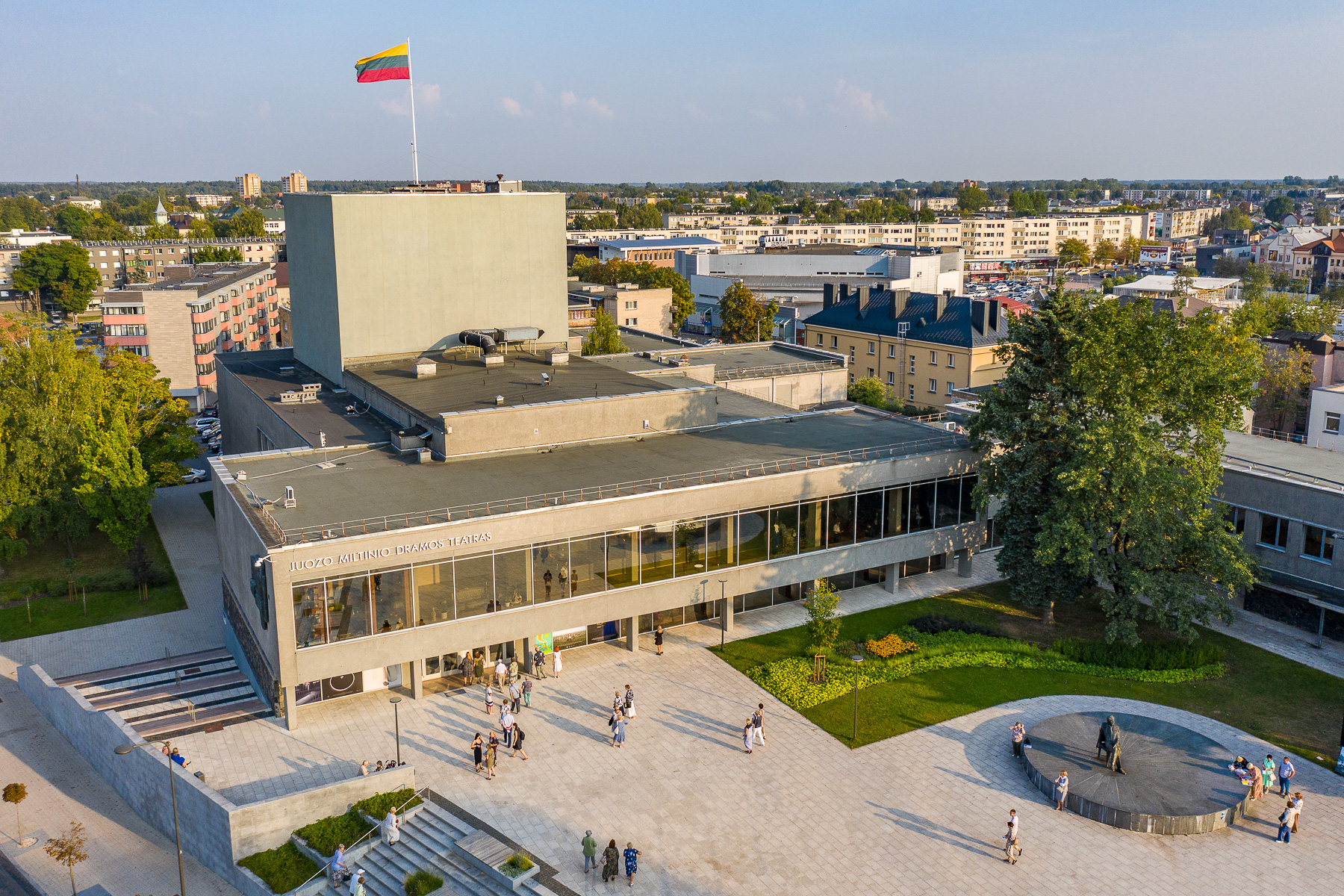
Здание театра

Драмати́ческий теа́тр Юо́заса Мильти́ниса (лит. Panevėžio Juozo Miltinio dramos teatras, Паневежский драматический театр) — театр в городе Паневежис (Литва).
Театр был основан в 1940 году на базе Каунасской театральной студии. В 1940—1954 и 1959—1980 годах руководителем театра был режиссёр Юозас Мильтинис, создавший в провинциальном литовском городе крупную театральную школу. В частности, Мильтинисом была основана студия, готовившая актёров для Паневежского драматического театра. 
В годы своего расцвета театр был известен далеко за пределами Литвы: «…Вот уже много лет, — писала в 1971 году Наталья Крымова, — на каждую премьеру в Паневежис отправляются автобусы театральных коллег из всей Прибалтики. И не только Прибалтики — слух дошел и до Москвы, создалась уже своеобразная легенда о Паневежиеском театре и его руководителе Юозасе Мильтинисе». Мильтинису удалось создать в своём театре сильный актёрский ансамбль: на его сцене выступали, в частности, Донатас Банионис, Альгимантас Масюлис,
Бронюс Бабкаускас, Казимирас Виткус, Регина Зданавичюте.
После смерти Мильтиниса на посту руководителя его сменил Донатас Банионис, но без своего создателя Паневежский театр превратился в обычный провинциальный театр, и сам Паневежис, по словам режиссёра Э. Някрошюса, «перестал существовать как культурный центр».